# Botryosphaeria cocogena
Botryosphaeria cocogena är en svampart som beskrevs av Subileau, Renard & Lacoste 1994. Botryosphaeria cocogena ingår i släktet Botryosphaeria och familjen Botryosphaeriaceae.   Inga underarter finns listade i Catalogue of Life.